# Hnutí za svobodnou Gazu

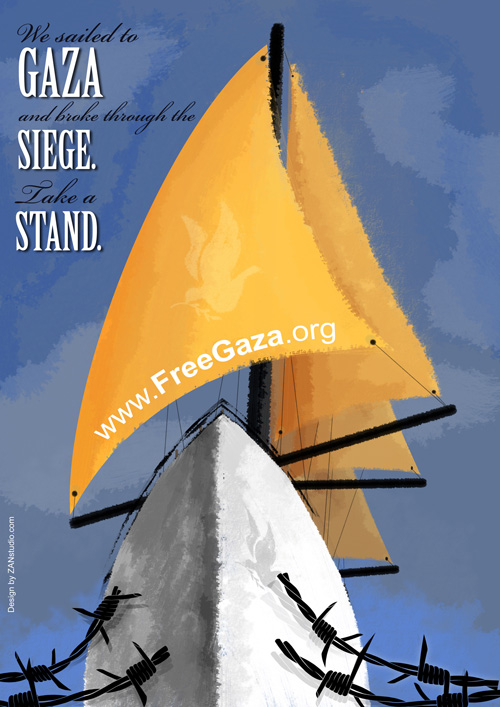
Logo Hnutí za svobodnou Gazu

Hnutí za svobodnou Gazu (popř. Hnutí osvoboďte Gazu, z anglického Free Gaza Movement) je koalice organizací a aktivistů bojujících za lidská práva, která se sjednotila za účelem čelit izraelské blokádě Gazy a snažit se do Pásma Gazy dovést lodní cestou humanitární pomoc. Koalice má více než 70 podporovatelů, kteří tuto myšlenku schvalují, včetně např. Desmonda Tutu či Noama Chomskyho.
Organizace, které v této koalici spolupracují, zahrnují např. Mezinárodní hnutí solidarity (International Solidarity Movement). Mezi aktivisty participující v tomto úsilí patří Jeff Halper, Hedy Epstein, Lauren Booth a členové různých křesťanských, židovských a muslimských náboženských organizací. Izraelská rozvědka říká, že taktéž zahrnují islámské organizace, které podle jejich tvrzení představují bezpečnostní riziko židovskému státu.

## Plavby Hnutí za svobodnou Gazu

### Srpen 2008
První plavba Hnutí za svobodnou Gazu, společně s hnutím Mezinárodní hnutí solidarity, se uskutečnila na začátku srpna 2008 na dvou lodích. Dala by se označit za úspěšnou, neboť Izrael nezasáhl a lodě 23. 8. 2008 do Pásma Gazy dopluly. Jeden z izraelských účastníků plavby, Jeff Halper, byl krátce po doplutí zadržen a obviněn z porušení zákona, který izraelským občanům zakazuje do Pásma Gazy vstoupit.

### Říjen 2008
Druhá plavba se konala ke konci října 2008 na cca 20m jachtě Dignity se zdravotnickou pomocí a 26 aktivisty, mj. laureátkou Nobelovvy ceny míru, Mairead Corriganovou, a členem Palestinského legislativního sněmu, Mustafem Barghoutim. Přestože Izrael nejdříve avizoval, že Dignity zastaví, z rozhodnutí na poslední chvíli to neudělal. Několik Britů z posádky Dignity se rozhodlo v Gaze zůstat a později, v červenci 2009, kdy se rozhodli vrátit, jim v tom bylo jak na izraelské tak egyptské hranici po několik dnů bráněno.

### Prosinec 2008
29. prosince 2008 vyrazila Dignity z Kypru opět k Pásmu Gazy. Nesla Gazanům přes 3,5 tuny zdravotnických pomůcek a na její palubě byli mimo jiné Caoimhe Butterly, novináři Al Jazeera a CNN, tři chirurgové včetně Eleny Theoharousové a americká političky Cynthie McKinneyové. Dignity byla stíhána izraelskými námořními loděmi a jejímu kapitánu bylo nařízeno vrátit se. Podle Hnutí za svobodnou Gazu do ní izraelské lodě narážely a vojáci kolem ní stříleli z kulometů do vody, Izrael toto označil za absurdní a dodal, že posádka nereagovala na radiovou komunikaci s jejími válečnými loděmi. Dignity se nicméně ocitla bez dostatečného množství paliva na plavbu zpět a byla odtažena do Libanonu, těžce poničena.

### Leden 2009
V lednu 2009 Hnutí za svobodnou Gazu opět zorganizovalo humanitární pomoc do Pásma Gazy, tentokrát na řecké osobní přepravní lodi Arion s 21 aktivisty na palubě, mezi nimiž bylo několik doktorů. Mise byla neúspěšná – Arion narazil na odpor izraelských válečných lodí, které mu nepovolily vstup na pobřeží Pásma Gazy.

### Červen 2009

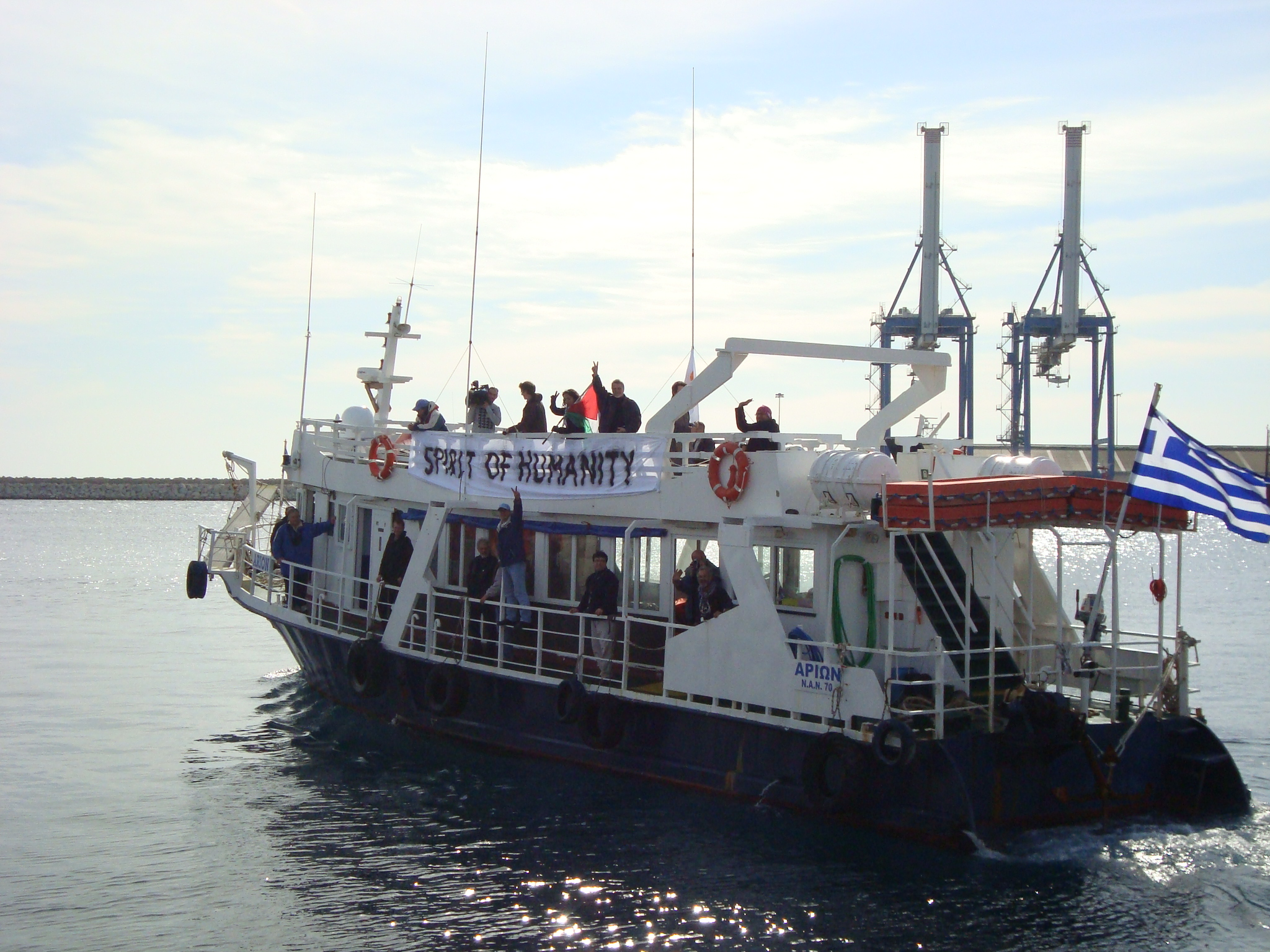
Arion/Spirit of Humanity

Arion, poté, co se po neúspěšném pokusu vrátil v březnu na Kypr, dostal nové jméno – Spirit of Humanity a hnutí začalo připravovat další humanitární plavbu. 29. června 2009 vyrazil Spirit of Humanity z Larnacy se 3 tunami humanitární pomoci a 21 aktivisty na palubě, včetně americké bývalé kongresmanky Cynthie McKinneyové a Mairead Maguireové, šesti novináři (dvěma z Al Jazeera) a dokumentaristy Adama Shapiro.
30. června, předtím, než se loď dostala do izraelských vod, je zastihly izraelské lodě a radiovou komunikací ji poroučely vzdálit se pobřeží Pásma Gazy. Spirit of Humanity odmítla a nato byla násilím odtažena do Asholdu. Osádka lodi byla držena v detenčním centru v Gimonu, jednalo se o jejich vyhoštění, a byli v jeden okamžik přemlouváni a nuceni, aby podepsali, že se záměrně pokoušeli porušit izraelskou blokádu, což odmítli. Maguireová na to řekla: „vyhoštění pro nás není relevantní, protože jsme byli vzati do Izraele proti naší vůli.“ Propouštěni byli postupně po několika dnech, poslední z nich po 9 dnech zadržování, 8. července. O věznění vysoké americké političky a bývalé kongresmanky byl americký tisk překvapivě mlčenlivý.

### Květen 2010
Na plavbu s humanitární pomocí z května 2010 spojila síly nadace Humanitarian Relief Foundation (IHH) právě s Hnutí za svobodnou Gazu, které akci koordinovalo. Loď s pomocí tentokrát nebyla jedna ale celý menší konvoj. Participovaly i další nadace, například turecká nadace Turkish Relief Foundation, Globální mírová organizace Perdana z Malajsie, Evropská kampaň za ukončení obléhání Gazy. Spřízněné iniciativy ze Švédska a Řecka poskytly tři lodě základní pomoc, zdravotnickou pomoc, školní pomůcky a nářadí a materiál pro rekonstrukci po nedávné ničivé válce v oblasti. Kromě tohoto nákladu bylo na palubě kolem 600 lidí, včetně významných politiků z parlamentů z celého světa nebo pracovníků z Organizace spojených národů, aktivistů za lidská práva, stejně jako novinářů. Byla to doposud největší akce spojená s vysláním humanitární pomoci do Pásma Gazy po moři.